# Atalanta BC
Atalanta BC (Atalanta Bergamasca Calcio) är en italiensk fotbollsklubb från staden Bergamo. Klubben bildades 1907 och är uppkallad efter den kvinnliga hjältinnan Atalanta i den grekiska mytologin. Klubben spelar i Serie A, Italiens högsta division.
Klubbens största framgångar är segrarna i italienska cupen (Coppa Italia) 1963 och Europa League 2024. Bästa placering i italienska ligan (Serie A) är en tredjeplats (2019). 
En av Atalantas i Sverige mest berömda spelare är Glenn Strömberg som spelade åtta säsonger i klubben mellan 1984 och 1992, varav flera av dem som lagkapten.

## Historik

### Klubbens grundande och etablering i Serie A (1907–1959)
Atalanta grundades den 17 oktober 1907 av studenter på gymnasieskolan Liceo Classico Paolo Sarpi och fick sitt namn efter den kvinnliga idrottaren med samma namn från den grekiska mytologin. Även om idrottsföreningen snabbt etablerade en fotbollssektion, så var de inte den första fotbollsklubben som var baserad i Bergamo. Football Club Bergamo grundades av schweiziska emigranter 1904 och som senare slogs ihop med en annan klubb, Bergamasca, 1911. Det italienska fotbollsförbundet Federazione Italiana Guioco Calcio erkände inte Atalanta som klubb förrän 1914 och 1919 tillkännagav förbundet att de bara skulle tillåta en klubb från Bergamo att tävla i den högsta nationella ligan (som då kallades Prima Categoria). Eftersom Atalanta och Bergamasca var rivaler och inte kom överens, avgjordes antagningen till Prima Categoria genom en slutspelsmatch; Atalanta vann denna match med 2–0. En sammanslagning mellan de två klubbarna inträffade trots allt 1920 och bildade den nya klubben Atalanta Bergamasca di Ginnastica e Scherma 1907 (förkortad till Atalanta Bergamasca Calcio) och etablerade dess svarta och blåa (nerazzurri) färger.
Atalanta tävlade i Seconda Divisione, som då var den näst högsta divisionen, under tidigt 1920-tal. Säsongen 1927–28 vann klubben sin grupp och besegrade Pistoiese i slutspelet för att vinna uppflyttning till Prima Categoria. Klubben invigde 1928 sin nuvarande hemmaarena i stadsdelen Borgo Santa Caterina 1928, och antogs 1929 till Serie B, den andra nivån i den omstrukturerade italienska ligan. Efter nästan ett decennium i Serie B, uppnådde Atalanta sin första uppflyttning till Serie A 1937 under tränaren Ottavio Barbieri, men degraderades i slutet av säsongen. Klubben återvände till Serie A 1940 som mästare i Serie B.
Under 1940-talet presterade Atalanta konsekvent i toppen av tabellen, även om den nationella ligan stoppades mellan 1943 och 1945 på grund av andra världskriget. Atalanta uppnådde en femteplats i Serie A 1947–48 under tränare Ivo Fiorentini, klubbens högsta ligaplacering fram till 2017. Klubben fick ett rykte som provinciale terribile (det hemska provinslaget) under denna tid som ett resultat av klubbens framgångar mot välkända storstadslag som Grande Torino, som vann Serie A fem gånger under 1940-talet. Atalanta hamnade på mittenplaceringar i tabellen under stora delar av 1950-talet och stannade kvar i Serie A till 1958, då klubben degraderades på grund av anklagelser om uppgjorda matcher. Dessa anklagelser visade sig vara falska ett år senare, efter att klubben återvänt till Serie A genom att vinna sin andra Serie B-titel.

### Coppa Italia-vinnare, nedgång och debut i Europa (1959–1994)

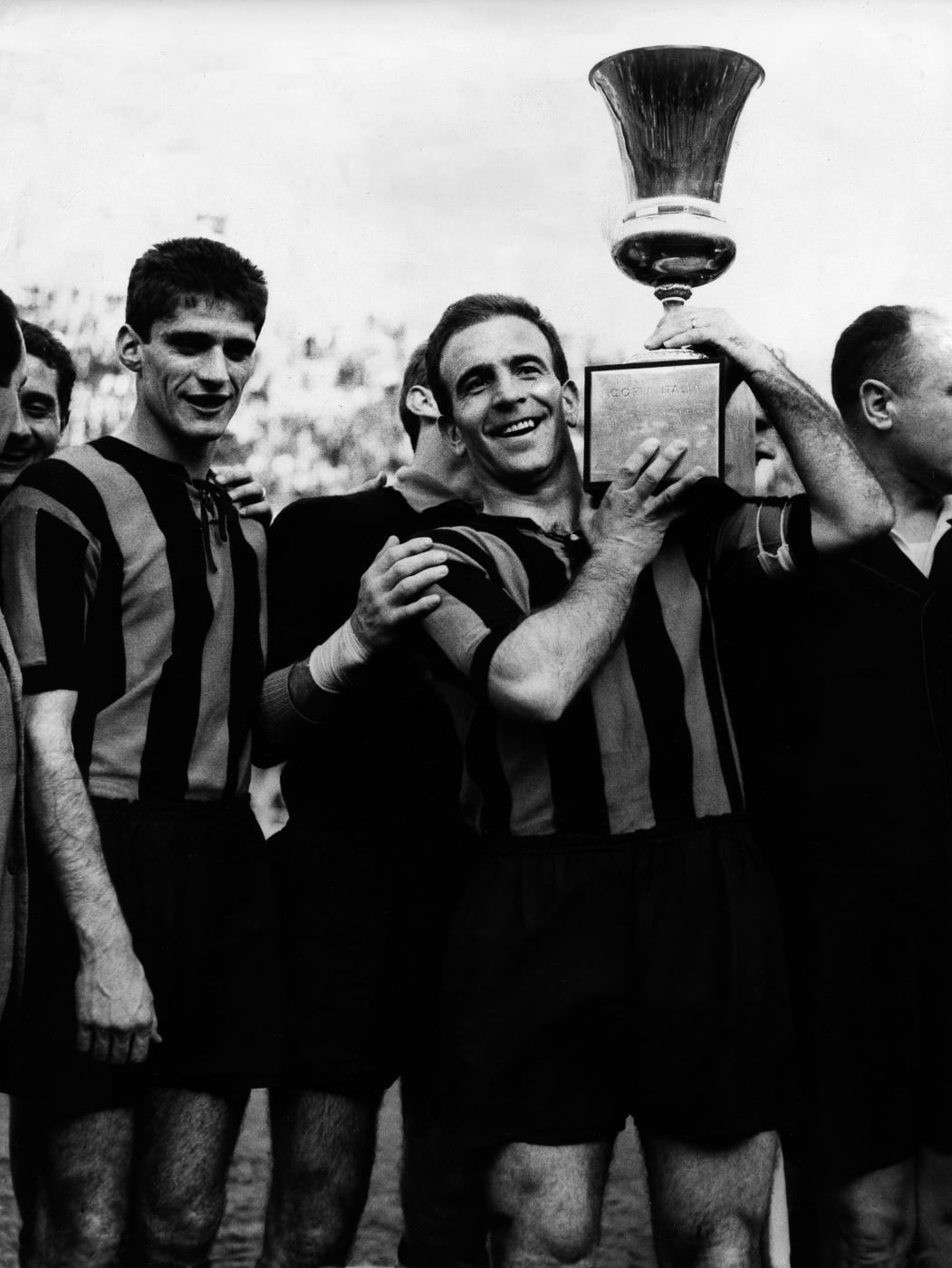
Atalantaspelarna Angelo Domenghini och Piero Gardoni lyfter Coppa Italia-pokalen 1962–63

Atalanta vann Coppa Italia 1963 och besegrade Torino med 3–1 i finalen tack vare ett hattrick av anfallaren Angelo Domenghini. Detta var seniorlagets första (och hittills enda) stora trofé. Under det tidiga 1960-talet gjorde klubben sin debut i europeiska tävlingar, bland dem Mitropacupen 1961–62, Coppa dell'Amicizia och Coppa delle Alpi. Som inhemska cupvinnare kvalificerade sig klubben till Europeiska Cupvinnarcupen 1963–64, dess första stora UEFA-tävling, men slogs ut av den portugisiska klubben Sporting Lissabon i första omgången. Klubben gjorde några fler framträdanden i internationella (men inte UEFA) cuper under 1960-talet, men degraderades 1969 efter ett decennium i högstaligan.
Under 1970-talet förflyttade sig Atalanta mellan Serie A och Serie B, och var i Serie B under fyra säsonger i rad mellan 1973 och 1977. Trots att de spelade i Serie B vid den tiden utvecklade klubben flera unga spelare som gick vidare till historiskt större klubbar och vann Världsmästerskapet i fotboll 1982 med Italien. Efter flera svåra säsonger i Serie A föll sedan Atalanta in i Serie B 1980 och Serie C1 1981, då klubben för första gången i sin historia skulle spela utanför de två översta nivåerna. Detta var ett slag som återupplivade klubben, från vilket många förändringar i ledningen följde.
Under ny ledning, vann Atalanta bekvämt grupp A i Serie C1 1982, återvände till Serie B nästa säsong och sedan till Serie A 1984, där de skulle vara kvar till 1987. Atalanta nådde sin andra Coppa Italia-final 1987, men förlorade med 4–0 mot Napoli över två omgångar. Eftersom Napoli också vann Serie A den säsongen och därför kvalificerade sig till Europacupen, kvalificerade Atalanta sig till sin andra cupvinnarcup. Detta var en vändpunkt för klubben; Emiliano Mondonico utsågs till tränare och klubben skulle nå uppflyttning efter bara en säsong i Serie B. I Cupvinnarcupen förlorade Atalanta sin första match mot walesiska klubben Merthyr Tydfil, men vann returmatchen och gick vidare till semifinal där de skulle slås ut med sammanlagt 4–2 av den belgiska klubben K.V. Mechelen, som så småningom skulle vinna turneringen. I och med semifinalsplatsen, uppnådde Atalanta den bästa placeringen i en UEFA-tävling av en klubb som spelar utanför landets högstaliga. Med en sjätteplats i Serie A 1988–89 kvalificerade Atalanta sig till sin första Uefacupen, men eliminerades av den ryska klubben Spartak Moskva i första omgången. Atalanta slutade sedan sjua i Serie A 1989–90 och nådde kvartsfinalen i Uefacupen 1990–91 där man förlorade mot den lokala rivalen och slutliga vinnaren Internazionale.

### Svajande prestationer (1994-2016)
Efter flera mittenplaceringar och ett knappt missat Uefacupkval 1993, degraderades klubben 1994 efter att flera investeringar misslyckades, men skulle återvända till Serie A 1995. Säsongen 1995–96 nådde Atalanta Coppa Italia-finalen igen och förlorade mot Fiorentina. Säsongen 1996–97 gjorde anfallaren Filippo Inzaghi 24 ligamål och blev den första (och hittills enda) Atalanta-spelaren som utsetts till capocannoniere (Bästa målskytt i Serie A). Klubben sålde sedan flera nyckelspelare, vilket resulterade i en degradering och fick återvända till Serie B 1998. Klubben skulle förbli där till år 2000, då tränaren Giovanni Vavassori förnyade laget med akademispelare i en framgångsrik kampanj. 
På 2000-talet rörde sig Atalanta upp och ner genom divisionerna: klubben degraderades 2002–03 (trots att de slutade sjua två år tidigare) och 2004–2005, men nådde uppflyttning till Serie A efter bara en säsong i Serie B båda gångerna. Efter en tumultartad säsong 2009–2010, där klubben bytte tränare tre gånger, degraderades klubben återigen och efter denna nedflyttning blev entreprenören Antonio Percassi klubbens nya president och Stefano Colantuono återvände som tränare. Klubben vann Serie B 2011 och återvände därmed direkt till Serie A. Trots denna framgång så misstänktes klubbkaptenen Cristiano Doni vara bland de misstänkta i en skandal om uppgjorda matcher (även känd som Calcioscommesse). Doni fick tre och ett halvt års avstängning från fotboll och klubben fråntogs sex poäng i ligatabellen 2011–2012 och två poäng i ligatabellen 2012–2013. Under hela början och mitten av 2010-talet hängde Atalanta i allmänhet kvar i den nedre mitten i Serie A.

### Nya höjder under Gasperini (2016–nutid)

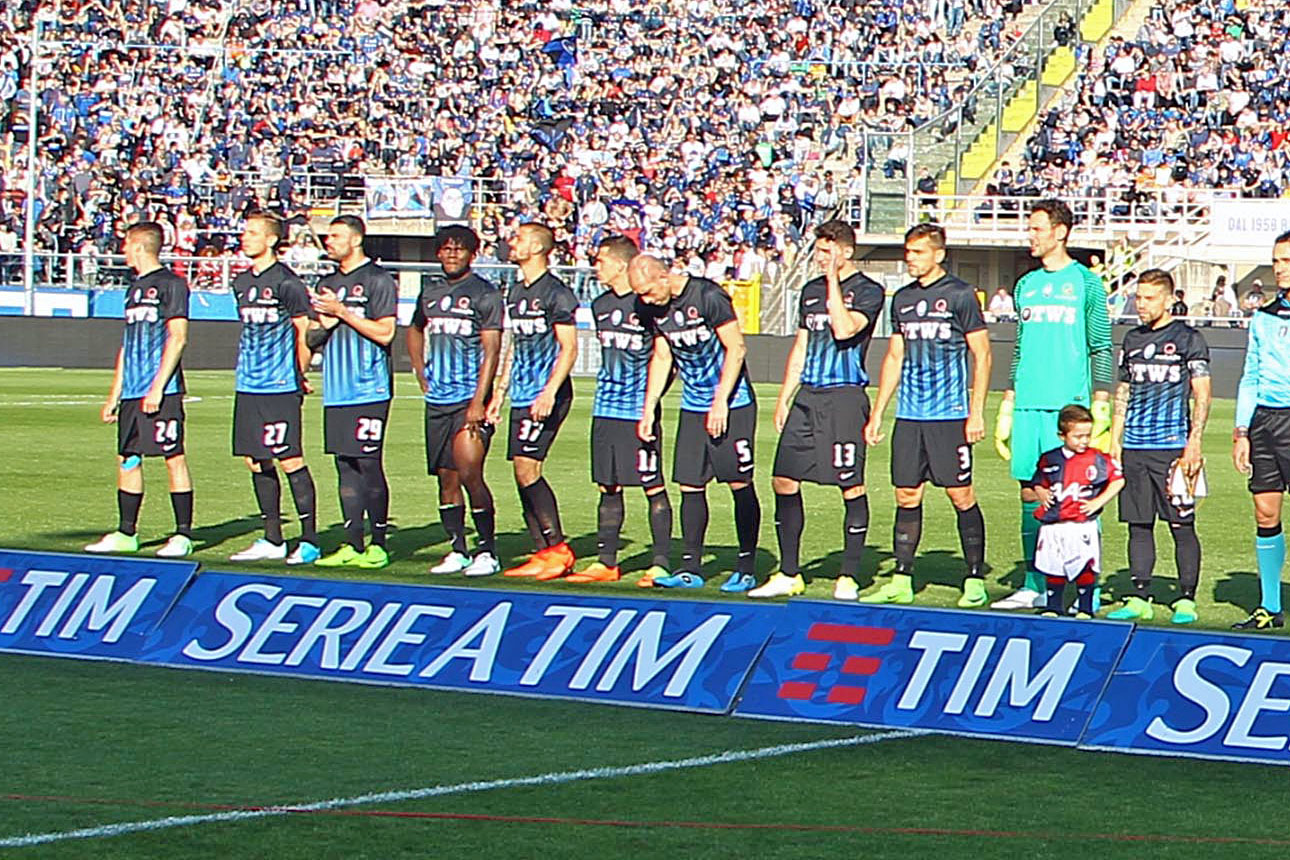
Atalanta 2016-17

Förre Genoas tränare Gian Piero Gasperini utsågs till Atalantas nya tränare precis i början av säsongen 2016–2017. Trots inledande svårigheter förbättrades klubbens resultat stadigt under hela säsongen. Gasperini tog in flera spelare från klubbens ungdomsakademi och ledde klubben till en fjärdeplats i ligan med 72 poäng, slog klubbens tidigare rekord och kvalificerade sig till UEFA Europa League 2017–18 efter 26 års frånvaro från UEFA-tävlingar. I Europa League nådde klubben åttondelsfinal och förlorade med 4–3 totalt mot Borussia Dortmund. 2017–2018 slutade Atalanta sjua i ligan och gick in i kvalomgångarna för UEFA Europa League 2018–19, men slogs ut efter straffläggning av den danska klubben FC Köpenhamn. Trots en svår start på säsongen 2018–2019 uppnådde Atalanta många positiva resultat och slutade trea i Serie A, vilket är klubbens bästa ligaplacering någonsin; med detta resultat kvalificerade sig klubben för UEFA Champions Leagues gruppspel för första gången i klubbens historia. Atalanta lyckades även ta sig till final i Coppa Italia, men förlorade med 2–0 mot SS Lazio.
Säsongen 2019–2020 förlorade Atalanta sina tre första Champions League-matcher, men lyckades ändå att kvalificera sig till åttondelsfinalen. Atalanta besegrade sedan spanska klubben Valencia i båda omgångarna i åttondelsfinalen och nådde kvartsfinal, där de skulle slås ut av franska mästarna Paris Saint-Germain. Klubben lyckades också nå sin andra tredjeplats i Serie A och uppnådde en andra raka Champions League-kvalificering, vilket slog flera klubbrekord. Säsongen 2020–21 nådde Atalanta åttondelsfinal i Champions League för andra gången, efter en bortaseger över Ajax, och säkrade senare Champions League-kval och tredje plats i Serie A för tredje året i rad. 
Den 19 februari 2022 köpte ett USA-baserat konsortium under ledning av Stephen Pagliuca en andel på 55 % i La Dea srl, det kontrollerande företaget i Atalanta, som tidigare var helägt av familjen Percassi. Enligt det nya avtalet utsågs Pagliuca till medordförande, med Antonio Percassi kvar som ordförande. Atalanta slutade på åttonde plats i Serie A 2022 och misslyckades med att kvalificera sig för de europeiska cuperna, men återhämtade sig nästa säsong med en femteplats i Serie A och kvalificering till Europa League. Den 4 augusti 2023 etablerade Atalanta ett reservlag i Serie C och blev den andra italienska klubben att göra det. Säsongen 2023–24 lyckades Atalanta vinna Europa League, efter att ha besegrat tyska Bayer Leverkusen med 3–0 i finalen. Atalanta nådde också final i Coppa Italia, där de förlorade mot Juventus med 1–0. I Serie A blev laget fyra och kvalificerade sig till nästa års Champions League.

## Klubbens emblem
Atalanta har haft fem olika emblem sedan grundandet, som alla visar en kombination av lagets namn (förutom mellan 1984 och 1993), färger och (sedan 1963) den grekiska mytologiska idrottaren Atalanta, från vilken klubben har fått sitt namn samt dess smeknamn La Dea. Klubbens första tre emblem var sköldar med namnet Atalanta på toppen, färgade ränder till vänster och en annan symbolisk representation till höger. Det ursprungliga emblemet går tillbaka till 1907 och hade klubbens ursprungliga svarta och vita ränder tillsammans med en blå sköld. 1963, efter att klubben vunnit Coppa Italia, designades emblemet om för att ha svarta och blå ränder tillsammans med en löpande kvinna som representerade Atalanta. Emblemets färger och form av Atalanta förändrades igen på 1970-talet, men följde samma grundform som 1963 års version. 1984 genomgick emblemet en stor omdesign: klubbens namn och den löpande kvinnans kropp togs bort från vapen och dess form ändrades från en sköld till en cirkel. Detta "klassiska" vapen presenterade en vit siluett av Atalantas huvud på en svart och blå bakgrund, innesluten i tre koncentriska vita, svarta och guldgula cirklar. Svart, blått och vitt behölls – som klubbans färger – medan gult lades till för att representera de gyllene äpplena, som enligt mytologin användes av Hippomenes för att distrahera Atalanta och besegra henne i en löptävling. Klubbens moderna emblem designades 1993 och införlivar 1984 års emblem i sin design, men lutar Atalantas huvud och saknar den gula cirkeln. Namnet Atalanta och grundåret 1907 lades till över respektive under cirkeln, som är omsluten av en ellips med samma delade svarta och blåa bakgrund som 1984 års design.

## Spelare

### Spelartruppen
| Nr | Land          | Pos | Namn                               |
| -- | ------------- | --- | ---------------------------------- |
| 1  | Argentina     | MV  | Juan Musso                         |
| 2  | Italien       | F   | Rafael Tolói                       |
| 3  | Danmark       | F   | Joakim Maehle                      |
| 6  | Argentina     | F   | José Luis Palomino                 |
| 7  | Nederländerna | MF  | Teun Koopmeiners                   |
| 8  | Tyskland      | F   | Robin Gosens                       |
| 9  | Colombia      | A   | Luis Muriel                        |
| 11 | Schweiz       | MF  | Remo Freuler                       |
| 13 | Italien       | F   | Giuseppe Pezzella (lån från Parma) |
| 15 | Nederländerna | MF  | Marten de Roon                     |
| 18 | Ukraina       | MF  | Ruslan Malinovskyi                 |
| 19 | Albanien      | F   | Berat Djimsiti                     |
| 28 | Turkiet       | F   | Merih Demiral (lån från Juventus)  |

| Nr | Land          | Pos | Namn               |
| -- | ------------- | --- | ------------------ |
| 31 | Italien       | MV  | Francesco Rossi    |
| 32 | Italien       | MF  | Matteo Pessina     |
| 33 | Nederländerna | F   | Hans Hateboer      |
| 42 | Italien       | F   | Giorgio Scalvini   |
| 57 | Italien       | MV  | Marco Sportiello   |
| 59 | Ryssland      | MF  | Aleksej Mirantjuk  |
| 66 | Italien       | F   | Matteo Lovato      |
| 72 | Slovenien     | A   | Josip Iličić       |
| 77 | Italien       | F   | Davide Zappacosta  |
| 88 | Kroatien      | MF  | Mario Pašalić      |
| 91 | Colombia      | A   | Duván Zapata       |
| 99 | Italien       | A   | Roberto Piccoli    |
| -  | Italien       | F   | Federico Mattiello |

### Kända spelare
- Bengt "Julle" Gustavsson (1956-1961)
- Glenn Strömberg (1984-1992)
- Robert Prytz  (1988-1989)
- Evair (1988-1991)
- Claudio Caniggia (1989-1992, 1999-2000)
- Stefano Salvatori (1991-1996)
- Cristian Zenoni (1994-2001)
- Damiano Zenoni (1994-2004)
- Filippo Inzaghi (1996-1997)
- Zoran Mirković (1996-1998)
- Cristiano Doni (1998-2003, 2006-2011)
- Massimo Donati (1999-2001)
- Nicola Ventola (2000-2001, 2005-2007)
- Ousmane Dabo (2001-2003)
- Riccardo Montolivo (2003-2005)

## Meriter

### Europa
- Europa League: 2023-24

### Liga
- Serie B: Mästare 1927–28, 1939–40, 1958–59, 1983–84, 2005–06, 2010–11
- Serie C1: 1981–82

### Cup
- Coppa Italia: 1962–63